# Stenopsyche fissa
Stenopsyche fissa är en nattsländeart som beskrevs av Navás 1932. Stenopsyche fissa ingår i släktet Stenopsyche och familjen Stenopsychidae. Inga underarter finns listade i Catalogue of Life.